# Biegun Autonomii
Biegun Autonomii (wł. L’Autonomia) – włoska koalicja partii politycznych, powstała w 2009.

## Historia
Blok powstał w kwietniu 2009, został zawiązany przez grupę małych prawicowych ugrupowań celem wspólnego udziału w wyborach do Parlamentu Europejskiego.
Koalicję formalnie zawarły cztery partie:
- Ruch dla Autonomii (Movimento per l'Autonomia, MpA) – wchodzące w skład koalicji rządowej ugrupowanie prezydenta Sycylii, Raffaele Lombardo,
- Partia Emerytów (Partito dei Pensionati, PP) – partia stanowiąca zaplecze europosła Carla Fatuzzo,
- Prawica (La Destra) – pozaparlamentarna partia skupiająca byłych działaczy Sojuszu Narodowego kierowana przez byłego ministra zdrowia, Francesco Storace,
- Sojusz Centrum na rzecz Wolności (Alleanza di Centro per la Libertà, AdC) – formacja powołana przez jednego z posłów UDC, Francesca Pionatiego.

Logo wyborcze bloku powstało z połączenia symboli partii członkowskich z wyszczególnionym hasłem L'Autonomia, odzwierciedlającym podstawowy postulat zwiększenia uprawnień włoskich regionów.
Na liście wyborczej poza kandydatami założycieli koalicji, znaleźli się także liderzy małych partii regionalnych (w tym z Trydentu i Lombardii), były poseł i popularny krytyk sztuki Vittorio Sgarbi oraz kilku byłych działaczy Forza Italia (m.in. europosłanka Eleonora Lo Curto). Blok nie przekroczył progu wyborczego i nie kontynuował działalności.